# 41º Reggimento fanteria "Modena"
Il 41º fanteria meccanizzata "Modena" è stata un'unità dell'Esercito Italiano di stanza a Villa Vicentina, in provincia di Udine, nella caserma "Bafile-Rossani" da ottobre 1975 ad aprile 1991 come battaglione. Nel maggio 1991 diventò reggimento e come sua ultima sede prima dello scioglimento definitivo il 30 settembre 1995, si trasferì nella caserma "Ugo Polonio" a Gradisca d'Isonzo, in Provincia di Gorizia.

## Storia

### Origini
Il 41º Reggimento fanteria trae origine dai Cacciatori della Magra, un corpo costituito il 7 maggio 1859 con volontari dell'Italia centrale. Successivamente, il 31 luglio, il corpo fu trasformato nella Brigata "Modena" al comando del colonnello Ceccarini di Roma.
Quando la brigata divenne parte delle truppe dell'Emilia, i due reggimenti di cui era composta vennero denominati, dal 1º gennaio 1860, 41º e 42º Reggimento fanteria venendo incorporati nel Regio Esercito a partire da marzo.
I due reggimenti parteciparono alla terza guerra d'indipendenza italiana del 1866 come parte dell'11ª divisione e alla presa di Roma all'interno della 12ª.
La 9ª compagnia del 42º partecipò alla campagna d'Africa del 1887 prendendo parte alla battaglia di Dogali.

### Nella prima guerra mondiale
Nella guerra 1915-18 combatté valorosamente sul Monte Mrzli, su Monte Rosso, sullo Sleme, sul Cengio, in Val d'Assa, a Magnaboschi, a Gorizia, sul Soler, a Col Caprile, a Col della Berretta, sull'Asolone, sul Grappa, sul Pertica, a Fonzaso e a Fiera di Primero.
Meritò la Medaglia d'Argento al Valor Militare per l'incrollabile resistenza e per l'impeto eroico dei suoi contrattacchi in Val Magnaboschi, sul Grappa e sul Monte Pertica, nella battaglia del giugno 1918 e nell'offensiva finale.

### In Etiopia
Partecipa alla guerra d'Etiopia con la 5ª Divisione fanteria "Cosseria" e combatte la battaglia dello Scirè. Nel 1939, con la formazione delle divisioni binarie, viene inquadrato nella 37ª Divisione fanteria "Modena", unitamente al 42º Reggimento fanteria "Modena" e al 29º Reggimento di Artiglieria per Divisioni di Fanteria.

### Nella seconda guerra mondiale
Il 10 giugno 1940 il reggimento ha in organico:
- comando e compagnia comando
- tre battaglioni fucilieri
- compagnia mortai da 81 mm
- batteria armi di accompagnamento da 65/17 Mod. 1908/1913

Viene inizialmente schierato sul fronte alpino occidentale, nella val Roia. Dopo l'armistizio con la Francia, viene destinato al fronte albanese, dove dal dicembre 1940 sostiene diversi pesanti combattimenti.
Nel 1941-1943 rimane dislocato in Albania e Grecia, con compiti di presidio. Con l'Armistizio di Cassibile del settembre 1943 viene sciolto in Epiro.

### Dopoguerra 1975-1995
Il 1º settembre 1975 con il personale del Battaglione Anfibio "Isonzo" e del I Battaglione del 183º Reggimento Fanteria "Nembo", rispettivamente con sede nella caserma "Andrea Bafile" e nella confinante caserma "Mario Rossani" a Fiumicello/Villa Vicentina Udine ed entrambi contestualmente sciolti - viene ricostituito il 41º Battaglione Meccanizzato "Modena", con il motto: "Per guida l'onore, per meta la gloria". Il battaglione viene inserito nell'organico della neocostituita (20 settembre 1975) Brigata meccanizzata "Gorizia", inquadrata nella Divisione meccanizzata "Folgore".
Le due caserme vengono unificate e diventano la caserma "Bafile-Rossani" (denominazione non riportata sull'edificio).
Il 31 ottobre 1986 con l'abolizione del livello divisionale viene sciolta la Divisione meccanizzata "Folgore", e la Brigata "Gorizia" (assieme al 41º) passa, dal 1º novembre 1986, alle dirette dipendenze del 5º Corpo d'armata.
Il 30 aprile 1991 il battaglione cessa le sue attività nella sede di Villa Vicentina e il 1º maggio 1991 viene trasferito a Gradisca d'Isonzo Gorizia nella caserma "Ugo Polonio".
Nel 1992 il battaglione viene riorganizzato in reggimento ed assume la denominazione di 41º Reggimento Fanteria "Modena".
Il 30 settembre 1995 il reparto viene sciolto e la Bandiera di Guerra consegnata al Sacrario della Bandiere presso il Vittoriano in Roma.

## Stemma
Scudo: Inquartato: il primo d'azzurro al monte (M. Pertica) al naturale; il secondo caricato di un leone etiopico d'oro coronato, passante, tenente nella branca destra una croce copta dello stesso; il terzo partito di rosso e di nero, caricato dell'elmo di Scanderbeg; il quarto d'oro alla croce d'azzurro (Modena).
Corona turrita
Ornamenti esteriori: lista bifida: d'oro, svolazzante, collocata sotto la punta dello scudo, incurvata con la concavità rivolta verso l'alto, riportante il motto: Per Guida l'Onore, per Meta la Gloria.
onorificenza: accollata alla punta dello scudo con l'insegna dell'Ordine Militare d'Italia pendente al centro del nastro con i colori della stessa.
nastri rappresentativi delle ricompense al Valore:

## Insegne e Simboli
- Il battaglione dal 1975 al 1986 indossava sul basco il fregio della Divisione meccanizzata "Folgore" (di cui faceva parte nell'ambito della Brigata meccanizzata "Gorizia") che era composto da due ali con al centro un gladio, alla base della stessa era riportato nel tondino il numero "41".
- Dal 1987 sino al 1995 il battaglione passava sotto il comando del 5º Corpo d'armata (assieme alla Brigata stessa) e il fregio diventava quello della fanteria meccanizzata (composto da due fucili incrociati sormontati da una bomba con una fiamma dritta e con alla base dello stesso un M113), al centro nel tondino era riportato il numero del battaglione.
- Le mostrine del battaglione dal 1975 al 1986 (Divisione Meccanizzata "Folgore") erano di forma rettangolare e nella parte superiore era riportata un'ala di color oro con un gladio su sfondo azzurro, mentre quella inferiore era di colore bianco con due bande laterali amaranto (cremisi).
- Dal 1987 al 1995 (con la Brigata "Gorizia" alle dirette dipendenze del 5º Corpo d'armata) le stesse erano solo di colore bianco con due bande laterali di colore amaranto cremisi (colori storici del 41°), alla base delle mostrine si trovava la stella argentata a 5 punte bordata di nero simbolo delle forze armate italiane.

## Onorificenze
Il 41º fanteria "Modena" è decorato delle seguenti onorificenze:

### Decorati
Prima guerra mondiale:
- Medaglie d'argento: ufficiali nº 90, truppa nº 104
- Medaglie di bronzo: ufficiali e truppa nº 320

#### Decorati medaglia d'oro
- Aurelio Baruzzi (battaglia di Gorizia agosto 1916).
- Pietro Crespi (monte Pertica 27 ottobre 1918).

## Decorati ordine militare di Savoia
- Pecorini Abelardo, colonnello "cavaliere" monte Grappa 15-16 giugno 1918, monte Pertica 24 giugno 1918.
- Castagnola Giovanni, maggiore generale "cavaliere" (comando brigata Modena), Carsia Giulia 9-16 ottobre 1916.
- Doniselli Luigi, brigadiere generale "cavaliere" (comando brigata Modena) monte Grappa 4 novembre 1918.

## Motto del reggimento
"Per guida l'onore, per meta la gloria" dal 1975 al 1995.
Dal 1859 al 1943 "Adsum Vinco".

## Festa del reggimento
27 ottobre, anniversario del fatto d'armi di Monte Pertica (1918)

## Persone legate al reggimento
- Ignazio Ribotti, comandante dei Cacciatori della Magra e primo comandante della brigata Modena.
- Aurelio Baruzzi, fante e graduato del 41° poi promosso Sottotenente (per merito in azioni di guerra) e trasferito al 28º Reggimento Fanteria (Brigata "Pavia"): nella 6ª Battaglia dell'Isonzo (Battaglia di Gorizia - agosto 1916), con soli quattro uomini occupò il sottopassaggio fortificato della ferrovia nell'attuale via Piedimonte a Gorizia, catturando oltre 200 militari austriaci colà asserragliati e ponendo la prima bandiera tricolore sulla stazione ferroviaria di Gorizia. L'atto gli valse la Medaglia d'Oro al Valor Militare e fu uno dei pochissimi a ricevere questa onorificenza da vivo. Suo il libro di memorie "Quel giorno a Gorizia", edito dalla Walberti.
- Nel 1880 il comando della brigata Modena passò al maggiore generale Grande Ufficiale Guidorossi Luigi, molto apprezzato per capacità e competenze militari, divenuto nel 1886 tenente generale di corpo d'armata. Figlio di Giuseppe, già podestà di Calestano comune in provincia di Parma, di famiglia di nobili origini imparentata con il casato Ponci di Parma.

## Comandanti dal 1859 al 1995
- 1.Cap.Carlo DE STEFANI
- 2.Ten.Col.RAOUX
- 3.Cap.ROSSI
- 4.Col.Francesco MATERAZZO
- 5.Ten.Col.Bartolomeo GALLETTI
- 6.Col.Flaminio PALMA DI BORGO FRANCO
- 7.Ten.Col.Nicola PODESTA'
- 8.Ten.Col.Giovanni GRAGLIA
- 9.Ten.Col.Carlo GUGIA
- 10.Ten.Col.Giovanni CATTANEO
- 11.Ten.Col.Filippo DOUGLAS SCOTTI
- 12.Col.Enrico SFERRA
- 13.Ten.Col.Vincenzo CARTONI
- 14.Ten.Col.Alberto BOSI
- 15.Col.Fedele DALL'OSTA
- 16.Col.Carlo CANEVA
- 17.Col.Paolo SIGNORELLI
- 18.Col.Lodovico FRONDONI
- 19.Col.Alessandro BERLIRI
- 20.Col.Diodato SIOTTO PINTOR
- 21.Col.Carlo RUSSO
- 22.Ten.Col.Alfonso GALLI DELLA LOGGIA
- 23.Col.Matteo SINISCALCHI
- 24.Col.Giovanni ROTONDI
- 25.Col.Carlo ANCHINI
- 26 Col.Giuseppe PETILLI
- 27.Col.Vincenzo TROTTA
- 28.Ten.Col.Giobatta GIRI
- 29.Ten.Col.Alfonso GATTA
- 30.Ten.Col.Ottario RICHARD
- 31.Ten.Col.Giuseppe SANTANGELO
- 32.Ten.Col.Abelardo PECORINI
- 33.Col.Luigi DE NAVA
- 34.Ten.Col.Alberto VERCILLO
- 35.Col.Armellini Chiappi
- 36.Col.Agostino MARTINI
- 37.Col.Alessandro DE GUIDI
- 38.Col.Antonio GRAZIOSI
- 39.Col.Umberto MONDADORI
- 40.Col.Arnoldo PAVAN
- 41.Col.Edmondo DE RENZI
- 42.Col.Ruggero GAMBA
- 43.Ten.Col.Gaetano CANFORA
- 44.Ten.Col.Ferdinando FERRETTI
- 45.Ten.Col.Giuseppe MAMMONE
- 46.Ten.Col.Angelo CARABELLESE
- 47.Ten.Col.Gianfranco L'ABBATE
- 48.Ten.Col.Alberto PIETRONI
- 49.Ten.Col.Gennaro IMPERIO
- 50.Ten.Col.Antonio LOMBARDI
- 51.Ten.Col.Lucio D'ANTONIO
- 52.Ten.Col.Mario DI BENEDETTO
- 53.Ten.Col.Nicola TARANTINI
- 54.Ten.Col.Pietro LUCCHETTI
- 55.Ten.Col.Carlo IPPOLITO
- 56.Ten.Col.Silvano OLIVIERI
- 57.Ten.Col.Luigi DE PASCALIS
- 58.Col.Enzo SCIBILIA
- 59.Col.Claudio BOTTOS

## Sedi dal 1859 al 1995
Massa Carrara

07/05/1859 - 17/06/1859

Parma

17/06/1859 - 09/07/1859

Modena

09/07/1859 - 16/07/1859

Mirandola

17/07/1859 - 04/11/1859

Modena

Bologna

Rimini

Cattolica

01/12/1859 - 02/01/1860

Rimini

02/01/1860 - 02/04/1860

Piacenza

25/04/1860 - 29/10/1860

Ferrara

Nonantola

Modena<br />
Reggio Emilia

26/04/1861 - 26/08/1861

Teramo

04/09/1861 - 16/03/1864

Bologna

Ferrara

Forlì

Bologna

02/10/1865 - 07/10/1866

Alessandria

07/10/1866

Torino

Alessandria

21/09/1869

Piacenza

21/09/1869 - 31/05/1870

Verona

31/05/1870

Amelia

Roma

Civitavecchia

Nocera Inferiore

04/11/1870 - 19/01/1871

Salerno

19/01/1871 - 11/09/1872

Vercelli

11/09/1872 - 28/07/1877

Milano

28/07/1877 - 29/09/1879

Messina

03/10/1879 - 29/09/1882

Pescara

03/10/1882 - 23/11/1884

Napoli

24/11/1884 - 07/08/1886

Caserta

07/08/1886 - 02/09/1890

Reggio Emilia

04/09/1890 - 29/09/1897

Torino

29/09/1897 - 17/09/1901

Sassari

19/09/1901 - 18/09/1905

Gaeta

20/09/1905 - 16/09/1909

Savona

18/09/1909 - 13/05/1915

Zona di Guerra

13/05/1915 - 03/08/1919

Savona

03/08/1919 - 1931

Imperia

1931 - 1943

Villa Vicentina

20/10/1975 - 30/04/1991

Gradisca D'Isonzo

01/05/1991 - 30/09/1995